# Mannschaftsschach

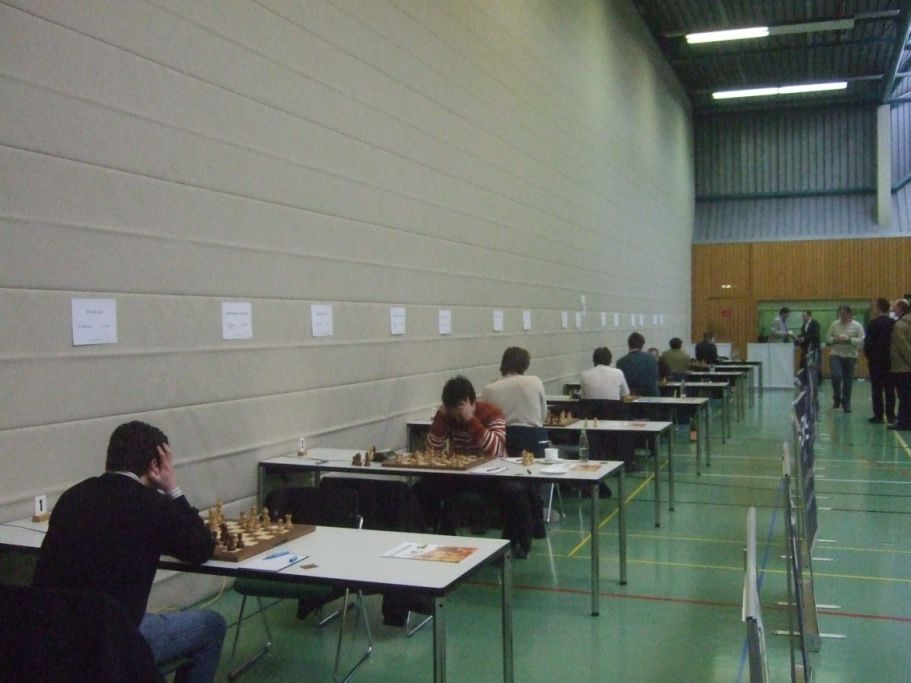
Mannschaftskampf in der Bundesliga: OSC Baden-Baden – SF Katernberg

Mannschaftsschach bezeichnet die mannschaftlichen Wettkämpfe im Schach. Hierbei geht es im Gegensatz zu Mannschaftssportarten (zum Beispiel im Fußball) nicht um mannschaftlich geschlossene Leistungen, sondern um einzelne Spiele, die zusammengezogen das Mannschaftsergebnis liefern. Die Anzahl der Spieler je Mannschaft ist je nach Wettbewerb unterschiedlich geregelt. Für jede einzelne Partie gelten dieselben Regeln wie bei allen anderen Schachwettkämpfen.

## Anzahl der Spieler je Mannschaft
Bei Ligaspielen besteht in Deutschland eine Mannschaft aus acht Spielern, Frauen- und Jugend-Teams aus sechs. Abweichungen kommen dabei je nach Landesverband vor allem in der untersten Spielklasse vor. In der Schweiz werden Mannschaftsmeisterschaften mit Teams aus acht Spielern ausgetragen, während man in Österreich mit sechs Mitgliedern je Mannschaft spielt. Bei Pokalwettkämpfen sind die Mannschaften kleiner. In Deutschland bestehen sie nur aus vier Spielern.
International kommen bei den Schacholympiaden, den Mannschaftsweltmeisterschaften und den Europa-Mannschaftsmeisterschaften vier Spieler je Team im Wettkampf zum Einsatz. Seit der Schacholympiade 2008 in Dresden gilt dies auch für die Frauen-Teams, die bis dahin üblicherweise als Dreierteam antraten. Im Europapokal-Wettbewerb der Vereine wird bei den Männern mit sechs Spielern pro Mannschaft gespielt, bei den Frauen mit vier.

## Die Mannschaftsmeldung
Vor Wettkampfbeginn ist vom Leiter jeder teilnehmenden Schachmannschaft eine Aufstellung zu melden, nach der der Spielereinsatz erfolgt. Der stärkste Spieler wird in der Regel am ersten Brett aufgestellt, schwächere Spieler an den hinteren Brettern. Dadurch treffen meist die stärksten Spieler der jeweiligen Mannschaften aufeinander.
Die Mannschaftsaufstellung ist innerhalb eines Wettkampfes nicht änderbar und für die Aufstellung zu den Spielen verbindlich. In Deutschland gibt es je nach Landesverband und Spielklasse zum Teil unterschiedliche Regelungen, was die strikte Einhaltung der Ranglistenabfolge anbelangt. In manchen Verbänden gibt es eine fixe Brettfolge nach Rangliste, in anderen dürfen Spieler um Ranglistenplätze nach oben oder unten tauschen.
Bei Verstößen gegen die Aufstellungsregeln werden betreffende Bretter als kampflos verloren gewertet, die gegnerische Mannschaft erhält also einen Brettpunkt.

## Der Mannschaftskampf

### Austragung
Bei der klassischen Austragungsform eines Mannschaftskampfes sitzen die Spieler beider Teams unmittelbar gegenüber. Alle Partien werden gleichzeitig ausgetragen.

#### Scheveninger System
Für Mannschaftskämpfe, die in mehreren Durchgängen ausgetragen werden, bietet sich das  Scheveninger System an. Dabei spielt jeder Spieler der einen gegen jeden der anderen Mannschaft. Die Zahl der Durchgänge entspricht der Mannschaftsstärke. Jeder einzelne Durchgang wird wie ein klassischer Mannschaftskampf abgewickelt. Nach diesem System spielten z. B. die obersten Ligen in der DDR.

#### Skalitzka-System
Das Skalitzka-System ist eine Variante zur Austragung eines Turniers unter genau drei Mannschaften mit geradzahliger Mannschaftsstärke. Das System ist im Schiedsrichterhandbuch der FIDE ausführlich erläutert. Nach Auskunft des Tschechischen Schachverbandes ist es "most likely", dass das System auf den Schachmeister und -schiedsrichter Karel Skalička zurückgeht.
Im folgenden Beispiel nehmen an dem Turnier die drei Mannschaften A, B und C teil. Zu jeder Mannschaft gehören vier Spieler, die gemäß der gemeldeten Aufstellung innerhalb ihres Teams als A1, A2 … C3, C4 bezeichnet werden. Im Skalitzka-System werden nun zwei Turnierdurchgänge nacheinander absolviert, an denen jeweils alle 12 Spieler beteiligt sind.
| 1. Durchgang                                    | 2. Durchgang                                    |
| ----------------------------------------------- | ----------------------------------------------- |
| A1 – B1 A3 – B3 C2 – A2 C4 – A4 B2 – C1 B4 – C3 | A2 – B2 A4 – B4 C1 – A1 C3 – A3 B1 – C2 B3 – C4 |

Daraus resultieren drei vollwertige Mannschaftskämpfe. Die unterlegten Farben zeigen die Zuordnung zu den beiden zeitlich getrennten Durchgängen an.
| A – B   | C – A   | B – C   |
| ------- | ------- | ------- |
| A1 – B1 | C1 – A1 | B1 – C2 |
| A2 – B2 | C2 – A2 | B2 – C1 |
| A3 – B3 | C3 – A3 | B3 – C4 |
| A4 – B4 | C4 – A4 | B4 – C3 |

Vorteile
- Es wird lediglich der Zeitbedarf von zwei Runden benötigt, statt drei Runden bei klassischer Austragung.
- Es ist keine Mannschaft spielfrei und die dadurch u. U. mögliche Wettbewerbsverzerrung in der letzten Runde unterbleibt.

Zugeständnisse
- Der Mannschaftskampf wird zeitlich und räumlich aufgelöst. Die Elemente der Mannschaftstaktik gehen teilweise verloren.
- Innerhalb eines Mannschaftskampfes hat jede Mannschaft an allen Brettern die gleiche Farbe. Insgesamt ergibt sich aber für jede Mannschaft und jeden einzelnen Spieler Farbausgleich.
- Spielerwechsel (und entsprechendes Aufrücken) zwischen beiden Durchgängen können zu ungewollten Effekten führen, u. a. dazu, dass ein Spieler zweimal im gleichen Mannschaftswettbewerb antritt. Sie sollten daher ausgeschlossen sein.
- In einem der drei Wettkämpfe wird die Paarung gemäß Brettfolge aufgehoben. Durch das Setzen der Spieler „über Kreuz“ wird dennoch ein Ausgleich erzielt (hier beim Wettkampf B – C).

### Farbverteilung
In der Regel wird die Zuordnung der Farben zwischen den Mannschaften von Brett zu Brett alternierend gewechselt. Dabei hat der Gast (bzw. die in der Ansetzung an zweiter Stelle stehende Mannschaft) am Spitzenbrett Weiß. Bei Wettkämpfen, bei denen über die Berliner Wertung ein Sieger ermittelt werden muss, kann auch eine andere Verteilung (z. B. Weiß – Schwarz – Schwarz – Weiß in einer Mannschaft) sinnvoll sein, um den Vorteil des Anzugsrechtes an den jeweils höherwertigen Brettern auszugleichen.

### Nichtantreten einzelner Spieler
Hat eine der Mannschaften ein Brett frei gelassen, so wird dies als kampflose Niederlage gewertet. In Einzelfällen, wenn beide Mannschaften dasselbe Brett freilassen, wird dies als Niederlage für beide Spieler gewertet, und keine der Mannschaften erhält einen Brettpunkt.
Im deutschen Mannschaftsschach wird ein nichtantretender Spieler mit einem „–“ gekennzeichnet, der Gegner erhält ein „+“. (Notation: „+:–“ bzw. „–:+“ oder „–:–“ bei beidseitigem Nichtantreten). In Österreich wird ein Nichtantritt als Kontumaz bezeichnet und dementsprechend ein „K“ an das Ergebnis beider Spieler angefügt, etwa „1K:0K“. In der Schweiz spricht man in diesem Fall von einem Forfait oder einer forfait verlorenen Partie (notiert etwa als: „1:0ff“).

### Wertung des Wettkampfes
Wenn ein Spieler einer Mannschaft gegen seinen Kontrahenten gewinnt, erhält sein Team einen Brettpunkt.
Tritt eine Mannschaft mit zu wenigen Spielern an, muss sie eines ihrer Bretter frei lassen und der Gegner bekommt einen kampflosen Brettpunkt. Die Ergebnisse der Spiele werden meist direkt nach der Entscheidung in vorgefertigte Formulare eingetragen. Hat der Heimspieler sein Spiel gewonnen, steht unabhängig von der Farbe der Figuren „1:0“ im Ergebnis. Bei einem Remis wird „½:½“ notiert, bei einem Sieg des Gastspielers „0:1“.
Sind alle Spiele beendet, werden die Brettpunkte addiert und eingetragen (Zum Beispiel 3½-4½ bedeutet einen knappen Auswärtssieg).
Die Mannschaft, die nach dem Ende aller Spiele die meisten Brettpunkte erhalten hat, gewinnt den Wettkampf und erhält zwei Mannschaftspunkte. Geht ein Spiel unentschieden aus, erhalten beide Mannschaften je einen halben Brettpunkt. Wenn der Wettkampf ohne Sieger endet, bekommen beide Teams jeweils einen Mannschaftspunkt.
In manchen Ligen (zeitweilig im gesamten Deutschen Schachbund) ist für das Erreichen eines Mannschaftssieges erforderlich, mehr als die Hälfte der erreichbaren Punkte zu erringen. Wenn also beide Mannschaften das gleiche Brett freilassen (siehe oben) und dadurch ein 3½-3½ zustande kommt, wird dies für beide Mannschaften als Niederlage gewertet. Ein 4-3 entsprechend für eine Mannschaft als unentschieden, für die andere als Niederlage.
Muss trotz unentschiedenem Ausgang ein Sieger ermittelt werden (z. B. im Pokal mit K.-o.-System), so kommt die Berliner Wertung zum Einsatz. Dabei werden Siege an den vorderen Brettern höher gewichtet, als solche an den hinteren Brettern.
Eine viel diskutierte (und in einigen Klassen auch angewandte) Alternative besteht darin, dass die Remispartien nicht in die Wertung eingehen. Gewinnt z. B. Mannschaft A drei Partien und Mannschaft B eine Partie, so kommt nach herkömmlicher Wertung (bei 8 Brettern) ein 5:3 zustande. Bei Gewinnpunktwertung wäre ein 3:1 zu notieren. Dies hat vor allem zwei Vorteile:
- Das Ergebnis ist z. B. in der Presse leichter darstellbar.
- Aus dem Ergebnis ist sofort ersichtlich, wie viele Partien gewonnen, verloren oder remis gespielt wurden.

Allerdings hat die Wertung auch Nachteile und konnte sich daher nicht allgemein durchsetzen:
- Aus dem Ergebnis geht nicht hervor, an wie vielen Brettern der Wettkampf ausgetragen wurde.
- Partien, die beide Spieler kampflos verlieren (siehe oben), werden bei der Gewinnpunktwertung genauso gewertet wie Remispartien.

### Teamtaktik während eines Wettkampfes
Die Mannschaftskämpfe beeinflussen laufende Spiele oft erheblich in ihrem Ausgang, da nicht nur das Ergebnis des eigenen Spiels für einen Wettkämpfer gilt, sondern das Gesamtergebnis der Mannschaft. Führt die eigene Mannschaft deutlich, bieten Spieler selbst in vorteilhaften Positionen häufig Remis an, um durch eventuelle Fehler den Mannschaftssieg nicht zu gefährden. In Einzelwettkämpfen wird oft wesentlich länger gespielt, um Stellungsvorteile auszunutzen.
Die Spieler einer Mannschaft dürfen sich untereinander nicht beraten. Bei einem Remisangebot ist allein der Mannschaftsleiter berechtigt, den Spielern seiner Mannschaft die Annahme oder Ablehnung anzuraten.

### Bedenkzeit
Je höher die Spielklasse, in der eine Mannschaft spielt, desto höher sind die Anforderungen an die Spieler und umso mehr Bedenkzeit haben diese zur Verfügung. In der Kreisklasse stehen Spielern meist 90 Minuten Zeit zur Verfügung. Wenn in dieser Zeit 40 Züge gemacht wurden, wird die Uhr bei Blättchenfall, dem Ablauf der Bedenkzeit, 30 Minuten zurückgestellt.
In höheren Klassen erhöhen sich die Grundbedenkzeit und die Zeitzugabe erheblich, in der Bundesliga standen bis zur Saison 2008/09 zwei Stunden Zeit pro Spieler zur Verfügung, nach 40 Zügen bekam jeder nochmals eine Stunde Bedenkzeit hinzu.
Durch die Verwendung elektronischer Schachuhren ist auch die Zeitgutschrift pro Zug möglich. In der Bundesliga wird seit der Saison 2009/10 mit einer Bedenkzeit von 100 Minuten für die ersten 40 Züge, 50 Minuten für die nächsten 20 Züge und 15 Minuten für den Rest der Partie gespielt. Ab dem ersten Zug erhält jeder Spieler eine Zeitgutschrift von 30 Sekunden pro Zug bis zum Ende der Partie. Ein ähnliches System soll nach und nach auch in niedrigeren Ligen eingeführt werden.

## Gesamtwertung in Schachligen
In Deutschland ist es generell üblich, dass die Rangfolge innerhalb einer Liga nach den erspielten Mannschaftspunkten bestimmt wird. Bei Punktgleichheit werden als Feinwertung die Brettpunkte verwendet. Aber auch die umgekehrte Wichtung (Brettpunkte vor Mannschaftspunkte) ist möglich und wird angewendet (z. B. in der früheren DDR und bei Schacholympiaden bis 2006).

## Bedeutende Mannschaftsschachwettkämpfe
In Deutschland existiert als höchste Spielklasse die seit 1980 aus 16 Mannschaften bestehende Schachbundesliga. Durch die Unterstützung finanzkräftiger Sponsoren und Mäzene waren und sind die Mannschaften vieler Bundesligavereine mit zahlreichen internationalen Spitzenspielern bestückt. Die Bundesliga wird deshalb oft als stärkste Schachliga der Welt bezeichnet, ein Anspruch der aber auch häufig für die französische und die russische 1. Liga erhoben wird. Eine Besonderheit des Schachsports besteht darin, dass ein Spieler während einer Saison für Vereine verschiedener Länder antreten kann. Dies führt aber auch immer wieder zu Konflikten, wenn es zu Terminüberschneidungen der verschiedenen nationalen Ligen kommt und deshalb Spieler nicht von ihren Vereinen eingesetzt werden können.
International ist die bereits seit 1927 – seit 1950 alle zwei Jahre – ausgetragene Schacholympiade der bedeutendste Wettbewerb für Nationalmannschaften. Daran änderte auch die 1985 erfolgte Einführung einer Mannschaftsweltmeisterschaft nichts, die zunächst im Vier-Jahre-Rhythmus durchgeführt wurde und seit 2009 alle zwei Jahre veranstaltet wird. Dies dürfte nicht nur in der längeren Tradition der Schacholympiaden begründet sein, sondern auch in der bei Olympiaden nicht begrenzten Anzahl der teilnehmenden Länder. Mannschaftsweltmeisterschaften werden dagegen mit nur zehn Teams durchgeführt.
Große Beachtung erregten die in den Jahren 1970 und 1984 an jeweils zehn Brettern ausgetragenen Wettkämpfe UdSSR gegen den Rest der Welt, die beide knapp von der Mannschaft der UdSSR gewonnen wurden.
Als größtes Mannschaftsturnier der Welt gilt der jährlich in Hamburg ausgetragene Wettkampf Rechtes gegen Linkes Alsterufer, bei dem jeweils Achter-Teams von Schulen beider Alsterufer gegeneinander antreten. Dabei wurde im Jahr 2017 mit 4240 Schülern ein Teilnehmerrekord erzielt.